# Holly Pond
Holly Pond és una població dels Estats Units a l'estat d'Alabama. Segons el cens del 2000 tenia 645 habitants.

## Demografia
Segons el cens del 2000, Holly Pond tenia 645 habitants, 250 habitatges, i 182 famílies. La densitat de població era de 72,4 habitants/km².
Dels 250 habitatges en un 36,4% hi vivien nens de menys de 18 anys, en un 59,2% hi vivien parelles casades, en un 9,2% dones solteres, i en un 26,8% no eren unitats familiars. En el 22,8% dels habitatges hi vivien persones soles l'11,2% de les quals corresponia a persones de 65 anys o més que vivien soles. El nombre mitjà de persones vivint en cada habitatge era de 2,58 i el nombre mitjà de persones que vivien en cada família era de 3,06.
Per edats la població es repartia de la següent manera: un 27% tenia menys de 18 anys, un 11,5% entre 18 i 24, un 31,5% entre 25 i 44, un 20,2% de 45 a 60 i un 9,9% 65 anys o més.
L'edat mediana era de 31 anys. Per cada 100 dones hi havia 104,8 homes. Per cada 100 dones de 18 o més anys hi havia 102,1 homes.
La renda mediana per habitatge era de 28.182 $ i la renda mediana per família de 31.875 $. Els homes tenien una renda mediana de 27.708 $ mentre que les dones 19.432 $. La renda per capita de la població era de 13.466 $. Aproximadament el 12,2% de les famílies i el 19,5% de la població estaven per davall del llindar de pobresa.

## Poblacions properes
El següent diagrama mostra les poblacions més properes.